# Javier Lukin
Luis Javier Lukin Morentin, nacido el 15 de agosto de 1963 en Oteiza, (Navarra, España). Fue un ciclista profesional entre los años 1986 y 1992, durante los que logró una única victoria en el Critérium Comunidad Foral de Navarra, en el año 1990.
Sus mayor logro es haber finalizado en un mismo año las tres Grandes Vueltas en 1988, finalizando 60.º en la Vuelta a España, 32.º en el Giro de Italia y 82.º Tour de Francia. 
Fue compañero de equipo y gregario de Perico Delgado a finales de los años 1980, y de Miguel Induráin a principios de los 90.
Tras su retirada del ciclismo profesional, ha seguido ligado a este deporte como director deportivo de equipos aficionados.

## Resultados en Grandes Vueltas y Campeonato del Mundo
Durante su carrera deportiva ha conseguido los siguientes puestos en las Grandes Vueltas y en los Campeonatos del Mundo en carretera:
| Carrera         | 1986 | 1987 | 1988 | 1989 | 1990 | 1991  | 1992 |
| --------------- | ---- | ---- | ---- | ---- | ---- | ----- | ---- |
| Giro de Italia  | -    | -    | 32.º | -    | -    | -     | 77.º |
| Tour de Francia | -    | Ab.  | 82.º | 56.º | Ab.  | 119.º | -    |
| Vuelta a España | 55.º | -    | 60.º | 73.º | 49.º | -     | -    |
| Mundial en Ruta | -    | -    | -    | -    | -    | -     | -    |

-: No participa

Ab.: Abandono

## Equipos
- Kas (1986-1987)
- Reynolds (1988-1989)
- Banesto (1990-1992)